# Paul Larisch

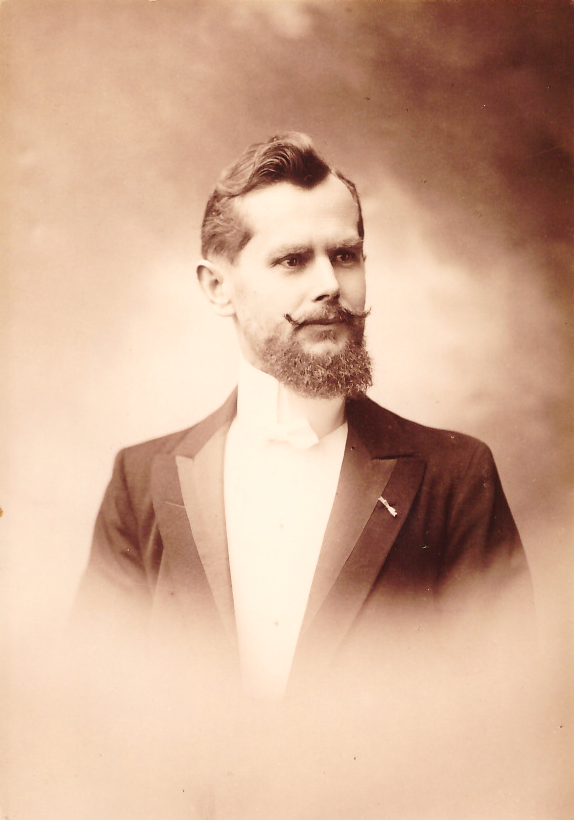
Porträt Paul Larisch

Paul Larisch (* 24. Mai 1870 in Frankenstein/Schlesien; † 26. September 1934 in Berlin) war ein deutscher Kürschnermeister und Fachautor der Pelzbranche. Er gab als Erster umfassende Veröffentlichungen über moderne Arbeitstechniken der Kürschnerei heraus sowie das erste Fachbuch über die Geschichte der Kürschnerei und der zu seiner Zeit entstehenden Pelzindustrie.

## Leben
Paul Larisch wurde 1870 in dem kleinen schlesischen Ort Frankenstein, heute Ząbkowice Śląskie in Polen, geboren. Dort besuchte er die Schule und absolvierte dann eine vierjährige Lehre zum Kürschner. Nach Handwerksbrauch ging er auf Wanderschaft, über Süddeutschland, die Schweiz zum Endziel Paris. Jeder aufstrebende Kürschnergeselle setzte damals seinen Ehrgeiz darein, seine handwerklichen Fähigkeiten in den Pariser Werkstätten mit französischem Modegeschmack zu vervollkommnen. So traf er dort viele Landsleute, die Freundschaften, die er mit ihnen schloss, hatten teilweise bis zu seinem Lebensende Bestand.
Revillon Frères war damals das führende Haus der sich rasch entwickelnden Pelzbranche, nicht nur für das Modezentrum Paris. Die Inhaber gehörten zu den ersten, die ihr Angebot auch auf andere Warengruppen ausweiteten. Noch bis in die 1950er Jahre brillierten sie als „der“ Name für Luxuspelze. Larisch trat als junger Kürschner in die Firma ein, bald übertrug man ihm die Leitung der Pelzfabrikation und nach wenigen Jahren war der umfangreiche Betrieb ganz in seiner Hand. Der Sohn eines Kürschners, dessen Vater unter Larisch bei Ausbruch des Ersten Weltkriegs noch bei Revillon beschäftigt war, berichtete, dass bis dahin deutsche Kürschner in diesem Hause bevorzugt eingestellt wurden.
Der Erfolg bei Revillon reichte ihm jedoch nicht. Nach Feierabend bildete er sich weiter und erschloss ein Gebiet, das bis dahin fast unerforscht war, die Geschichte der Kürschnerei. Im Oktober 1902 veröffentlichte er zusammen mit seinem Kollegen Joseph Schmid in Paris die erste Ausgabe der deutschsprachigen Fachzeitschrift „Das Kürschner-Handwerk“, 1910 „Die Verarbeitung der Felle“ und 1913 unter Pseudonym das Buch „Die Pelzmosaik“.
Man schätzte seine aufbauende Arbeit in der französischen Pelzindustrie sehr, und amtlich wurden ihm Ehrungen zuteil, wie nur ganz selten einem Ausländer. Die zwei Söhne, die ihm in der Zeit von seiner Ehefrau geboren wurden, er hatte sie im deutschen Gesellenverein kennengelernt, erhielten die deutsche Staatsbürgerschaft.
1914, im Jahr des Ausbruchs des Ersten Weltkriegs, musste die Familie Frankreich verlassen, so sehr die Firma sich auch bemühte, ihn zu behalten. Wohnung, Eigentum, alles blieb zurück. Der Sohn, Kürschnermeister Hans Larisch, schilderte 1971 in einem Brief an den Rauchwarenveredler Richard Franke, wie es zu der letztlichen Flucht kam: „Der Mann, der meinen Vater auf der Strasse als Spion ausrief, war ein deutscher Kürschner. Mein Vater hatte ihn wegen Diebstahls bei Revillon entlassen.“ --- In Nummer 6 der Zeitschrift „Das Kürschner-Handwerk“ erschien eine Todesanzeige für einen Mitarbeiter Hans Larisch, gestorben am 22. Februar 1903 im Alter von 27 Jahren. Bei ihm handelte es sich vielleicht um einen Neffen von Paul Larisch, nicht um seinen Sohn gleichen Namens.
In dem renommierten Pelzhaus H. Wolff AG in Berlin, Krausenstraße 17/18 fand Paul Larisch eine Anstellung als Werkstattleiter der Kürschnerei. Auch hier gelang es ihm, sich unentbehrlich in den übrigen Abteilungen des Hauses zu machen, er wurde zum vertrauten Ratgeber des Chefs und hatte bei wichtigen Entscheidungen großen Einfluss. In dieser, für ihn bedeutungsvollen Zeit, lernte Larisch viele führende Männer der Pelzbranche kennen. Die Kürschnerinnung sicherte sich seine Mitarbeit. In dem damaligen Pelzzentrum, dem Leipziger Brühl, schätzte man ihn bei seinen vielen Einkaufsreisen als Sachverständigen. Er setzte sich für die fachliche Betreuung der Jugend ein und erhob die Forderung, dass der Lehrling nur von wirklichen Könnern ausgebildet werden dürfe. Für die Fortbildung der jungen Gesellen hielt er anfeuernde Vorträge und war unerschöpflich in der Anführung praktischer Beispiele. Als 1922 das Verbandsleben der Branche aufblühte, war er überall ein hilfsbereiter Mitarbeiter.

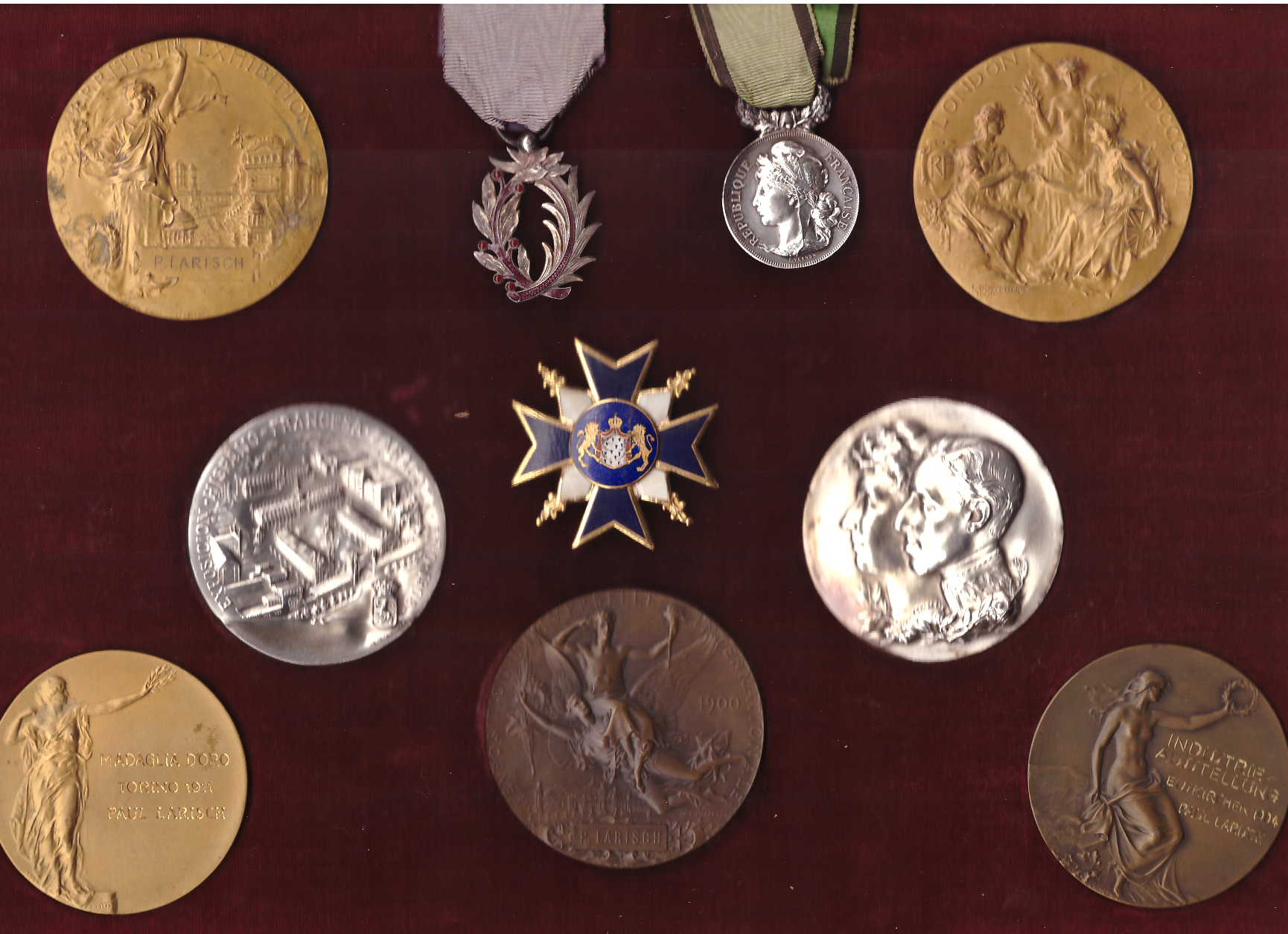
Auszeichnungen Paul Larischs

Paul Larisch war überzeugt, dass nicht nur der neu entstandene Zusammenschluss der Mitglieder der Pelzbranche einen Gewinn darstellte, sondern dass sich die Pelzindustrie der Welt zusammenschließen müsse. Als beschlossen wurde, in Leipzig die IPA, die erste und einzig gebliebene Internationale Pelzfach-Ausstellung zu veranstalten, wurde er in den Vorbereitungen der eifrigste Mitarbeiter. An dem gleichzeitig stattgefundenen Welt-Pelz-Kongress beteiligte er sich sehr intensiv. Mit den Mitgliedern einer Studienkommission von Kürschnerkollegen fuhr er nach Paris und führte sie als Dolmetscher durch die Stadt und durch die Pelzbetriebe, dort wurde er als Vermittler gefeiert. Zurück in Berlin war er es, der ein Jahr später den Gegenbesuch der französischen Kommission begleitete. In den Abendstunden studierte er weiter und las in teilweise nur schwer zugänglichen alten Werken und Urkunden für sein groß angelegtes Werk „Die Zeichen der Kürschner“.
Mit dem Erlöschen der Firma H. Wolff im Jahr 1926 musste Larisch erneut von vorn anfangen. Am 1. September 1925 eröffnete zusammen unter Mithilfe seiner Söhne der Etage der Friedrich-Straße 237 ein „Atelier für feine Pelzwaren“. An den Wänden des Empfangsraumes hingen seine französischen und belgischen Diplome, in Glasschränken lagen fachliche Erinnerungsstücke, seltene Gegenstände aus alter Zeit. Er engagierte sich weiter in Versammlungen und auf Vorstandssitzungen und hielt Lichtbildvorträge. Philipp Manes, der von den Nationalsozialisten ermordete Biograph der Pelzbranche, schrieb: „Die Tätigkeit und den Einfluß Paul Larischs auf das Leben der Branche zu schildern, ist kaum möglich. Es hat keinen Mann gegeben, der so Meister auf allen Gebieten gewesen ist wie er“. Trotz aller Aktivitäten fand er jetzt die Gelegenheit, seine Bücher zu vollenden.
Larisch versuchte auch, eine deutsche Pelzmode zu schaffen, die sich zwar an französische Anregungen anlehnt, sich aber doch selbständig entwickeln sollte. Er gründete eine Modekommission, der für später eine weithin reichende Wirkung zugedacht war. Das Ziel einer eigenständigen deutschen Pelzmode hatte er, als er 1934 starb, nicht geschafft, es wurde auch künftig nicht erreicht, trotz einer Wiedergründung seines „Modeamts für Pelze“ im Jahr 1936, Sohn Hans schrieb in dem oben zitierten Brief: „Sein Tod erfolgte an den Folgen einer Kopfverletzung. Bei einer Vernehmung im ‚Dritten Reich‘ erhielt er einen Schlag gegen die Schläfe auf Grund einer Anzeige wegen Aufforderung zum Widerstand gegen die NSDAP bei einer Sitzung der Berliner Kürschner-Innung. Man hat sich zwar gleich für ihn eingesetzt, sodass das Verfahren ruhte, von dem Schlag hat er sich aber nicht mehr erholen können.“ Beerdigt wurde er im Familiengrab seiner Heimatstadt Frankenstein.

## „Das Kürschner-Handwerk. Eine gewerbliche Monographie“

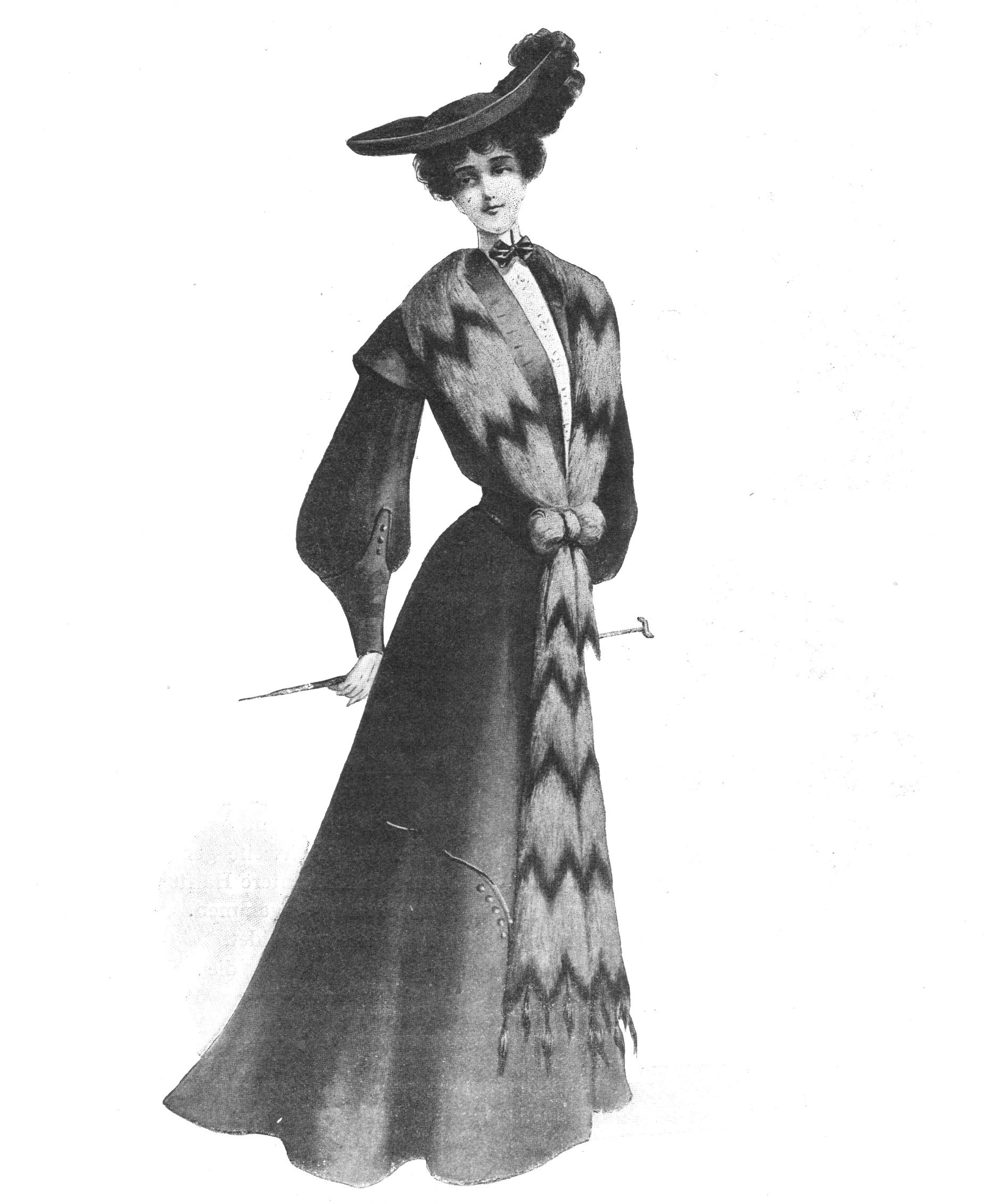
2. Preis des Kürschner-Wettbewerbs: „Schärpe“ aus Fehrücken, Modell „Sophia“

Die erste Auflage der Zeitschrift „Das Kürschnerhandwerk. Eine gewerbliche Monographie“ ist datiert auf Oktober–November 1902. Offenbar einzige Autoren und gleichzeitig auch Verleger waren Paul Larisch und Joseph Schmid, Schmid gestaltete die Zeichnungen für das Kapitel „Die Verarbeitung der Felle“. Obwohl in Paris verlegt, erschienen die Hefte in deutscher Sprache. In den Pariser Pelzwerkstätten arbeiteten zu dieser Zeit so viele Kürschner aus Deutschland, dass es sogar einen deutschen Gesangverein mit 30 bis 40 Mitgliedern gab. Selbstverständlich wandte sich die Zeitschrift auch an die zahlreichen deutschsprachigen Kürschner in anderen Ländern, in Belgien und vor allem in Deutschland und Österreich.
Ursprünglich sollte das Werk aus 36 Teillieferungen bestehen. Die Modebeilage wurde ab Heft 7 „bis auf Weiteres“ eingestellt. Mit der Begründung, dass gesundheitliche Gründe sie dazu zwängen, wurden zudem die letzten Ausgaben gestrafft und die Lieferungen auf die Hälfte der angekündigten 36 Ausgaben reduziert, diese Ankündigung erfolgte in der 12. Lieferung. Als Letzte erschien die Nummer 17 + 18, datiert auf April – Mai – Juni 1904. Im Jahr 1910 wurde dann noch einmal eine überarbeitete und vermehrte Auflage gedruckt. Die Gesamtausgabe war gebunden erhältlich und bildete das damals wesentlichste Fachbuch der Pelzbranche. Es dauerte dann noch einmal bis 1924, bis Larisch die bei seiner Flucht in Frankreich gebliebenen Bände zurückerhielt und über den Berliner Verlag Carl Schmalfeldt wieder vertreiben lassen konnte.  Im Jahr 1926 wurde es bereits als „vergriffen“ inseriert. Das Werk war in drei Themenkreise gegliedert: die Geschichte des Handwerks, die Fellkunde und die Verarbeitung der Felle. Wobei die drei Teile nicht in chronologischer Abfolge erschienen, sondern auf die Hefte verteilt waren.
Im Vorwort der ersten Ausgabe weisen die Autoren darauf hin, dass durch die Erfindung der Pelznähmaschine eine völlige Umwandlung und ein Aufschwung in der Pelzbranche eingetreten war, die Ausbildung der Lehrlinge sich aber immer noch weitgehend und vielerorts auf einem mittelalterlichen Stand befand. Die Schulung der Lehrlinge und der Kürschnergesellen war ein Thema, für das sich Larisch bis zum Schluss eingesetzt hat. In England und Amerika, wo die Industrialisierung in der Pelzbranche bereits sehr viel weiter fortgeschritten war (dieses Ausmaß hat sie in Europa auch später nicht erreicht), fand überhaupt keine regelrechte Ausbildung mehr statt, der Arbeitsprozess wurde häufig auf viele angelernte Arbeiter aufgeteilt. Zweck und Ziel der Monographie wäre es, die fehlenden Fachschulen durch einen gründlichen Selbstunterricht zu ersetzen.
I. TeilGeschichte des Kürschner-Handwerks
Der erste Teil der Monografie behandelt die Entwicklung der Pelzherstellung von der Steinzeit bis in die Moderne. Wie alle anderen Teile ist auch dieser reichlich bebildert. Aufgrund der Larisch in Paris verfügbaren Unterlagen befasst sich ein ausführliches Kapitel, zugleich auf Französisch, mit der Geschichte des Pelzhandwerks in Frankreich. Auch die übrigen, für die Pelzproduktion wesentlichen Länder werden behandelt: Belgien, Böhmen, England, Ungarn, Holland, Spanien, Schweiz, Dänemark, Schweden, Norwegen, Russland, Italien, Türkei, Nordamerika, die Kürschnerei in China, Australien und selbstverständlich Deutschland und Österreich.
Ausführlich werden die Kürschnerarbeiten der Weltausstellung Wien 1873, der Weltausstellung Paris 1889 und der Weltausstellung Paris 1900 besprochen und abgebildet. Auf der Pariser Ausstellung von 1900 wurden zum ersten Mal ausgelassene Nerzmäntel gezeigt, eine Verarbeitungstechnik, die erst mit der Erfindung der Pelznähmaschine wirtschaftlich sinnvoll wurde und heute aus der Pelzmode nicht mehr wegzudenken ist.
II. TeilHerkunft und Handel der Felle
Die Herkunft und der Handel mit Pelzfellen wurde bis dahin vor allem in allgemeinen Nachschlagewerken und Handelslexika dargestellt, die aber durch die teilweise rasante Entwicklung der Pelzbranche in weiten Teilen überholt war. Zu der Zeit wurden auch zahlreiche neue, bisher nicht beachtete Fellarten der Nutzung zugeführt. Es wird die Jagd beschrieben und die ersten aufkommenden Zuchtversuche vor allem von Silberfüchsen, aber auch von Nerz, Skunks und Opossum. Ein Kapitel widmet sich, von Statistiken gestützt, dem Rauchwarenhandel und den Stapelplätzen der Felle in Grönland, Nordamerika, Russland, London und dem Leipziger Brühl.
III. TeilDie Verarbeitung der Pelzfelle
Die Unterrichtung über die Pelzverarbeitung beginnt mit der Ermittlung des Selbstkostenpreises der Felle und umfasst die kürschnerische Arbeit für die unterschiedlichen Fellarten, von der Schnittmusterherstellung über das Berechnen des Fellverbrauchs, das Sortieren, das Schneiden, das Pelznähen, das Zwecken bis zum Abgleichen und Ausfertigen des fertigen Pelzbekleidungsstücks. Aufwändige Skizzen verdeutlichen die beschriebenen Schnittanlagen für das Ein- und Auslassen der Felle. Die in der Pelzbranche verwendeten Maschinen werden beschrieben und zum Teil erstmals in der Fachliteratur anhand der Herstellerprospekte abgebildet.
Wahrscheinlich zum ersten Mal wurde ein Leistungswettbewerb für das Kürschnerhandwerk ausgeschrieben. Die Aufgabe war, eine Garniture aus Feh herzustellen, jedoch nicht mehr als 120 Felle zu verwenden. Der erste Preis war eine Pelznähmaschine, gegeben für den Entwurf einer Etole mit passendem platten Muff. Da dieser Einsender verständliche Gründe lieferte, mit denen er bat, von einer Abbildung abzusehen, gibt es leider kein Bild dieses wahren Meisterstücks einer Pelzstola zuzüglich eines Handwärmers.
Ein weiteres Preisausschreiben rief dazu auf, „das Lied der Kürschner“ zu kreieren, in Anlehnung an die Meistergesänge zu Zeiten Hans Sachs. Das Siegerlied aus den 13 Einsendungen wurde anschließend von Professor und Komponist Alois Strasky, Sohn eines Wiener Kürschnermeisters, vertont. Als Leitmotiv wurde der Dreiklang beim Klopfen der Pelze gewählt:
„Kürschner, wir sind gar fröhliche Leut! Sind weit gereist durch die Lande.
Zu sehen was Schönes die Erde uns beut, Das Herz erhebt und das Auge erfreut.“

Aus: „Das Kürschner-Handwerk“
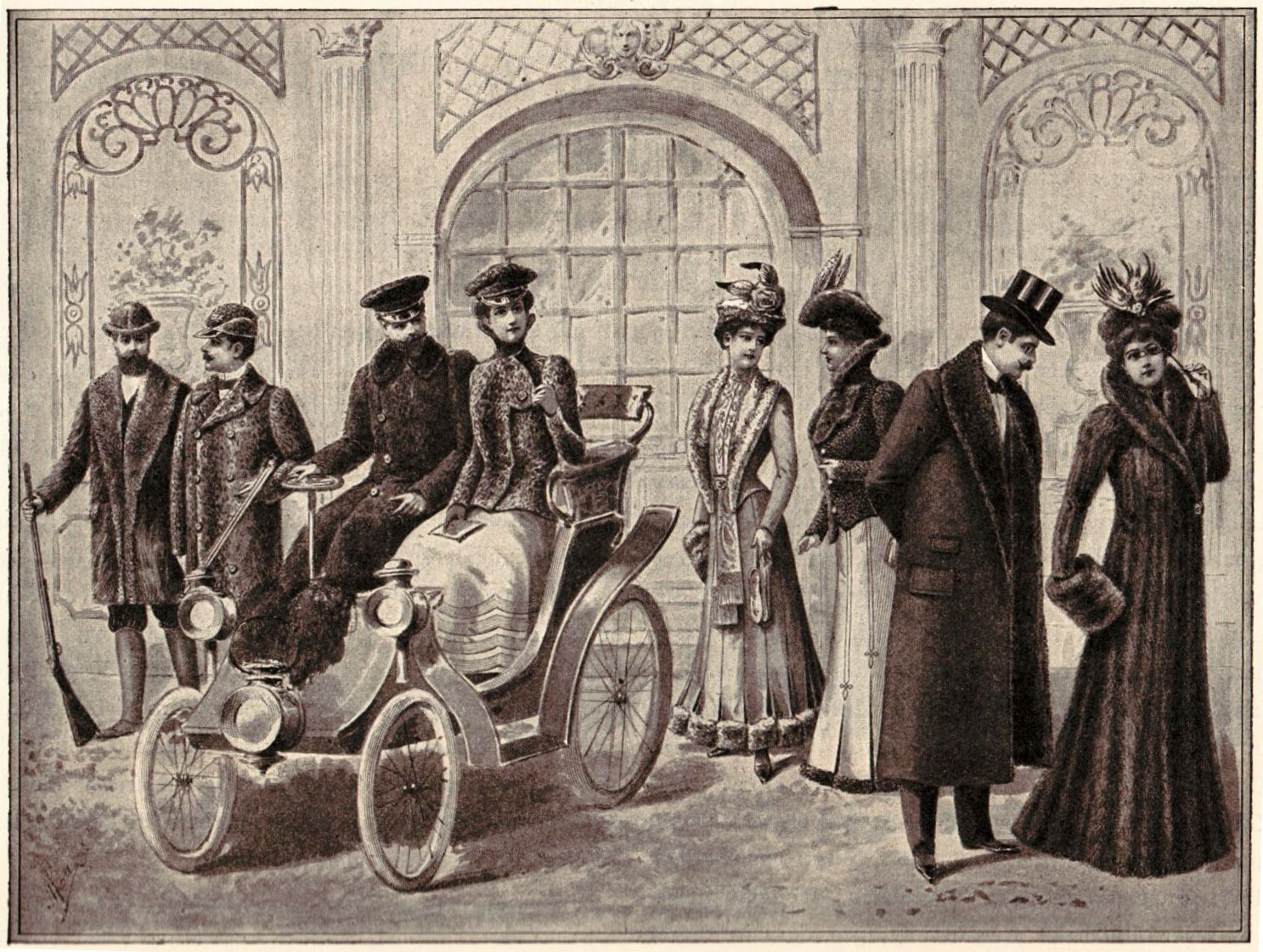
Pelze der Firma Revillon auf der Pariser Weltausstellung 1900
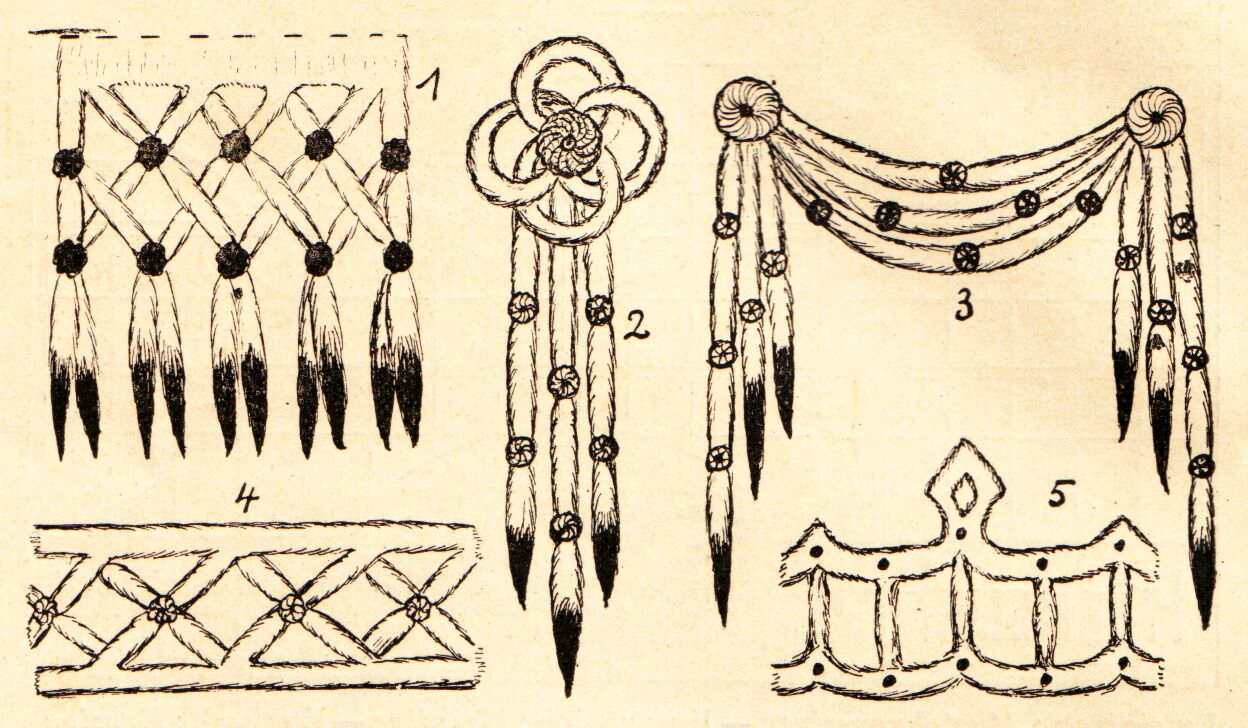
Garnituren aus Hermelinschweifen
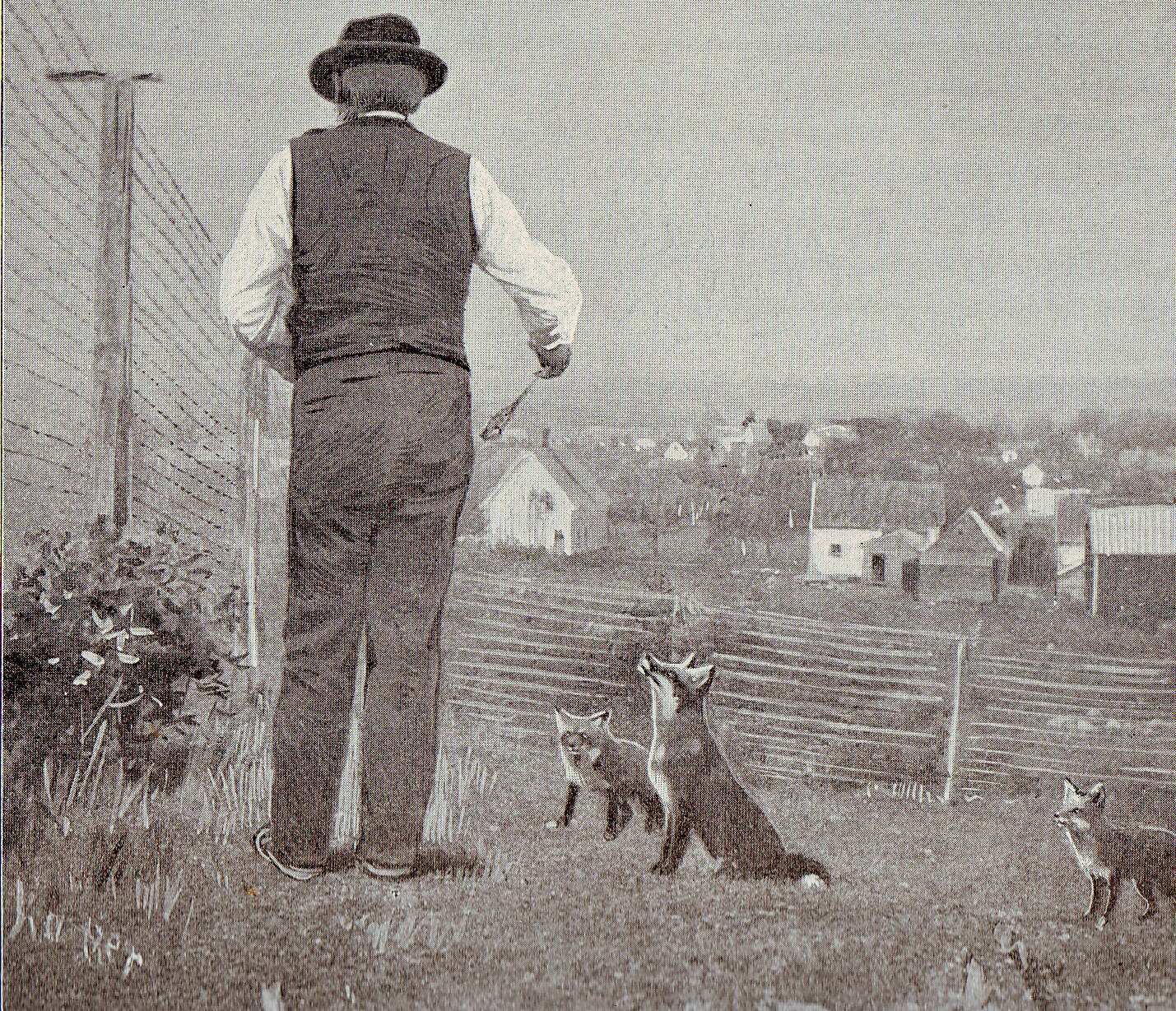
Erste Silberfuchsfarmen in Amerika, 1901
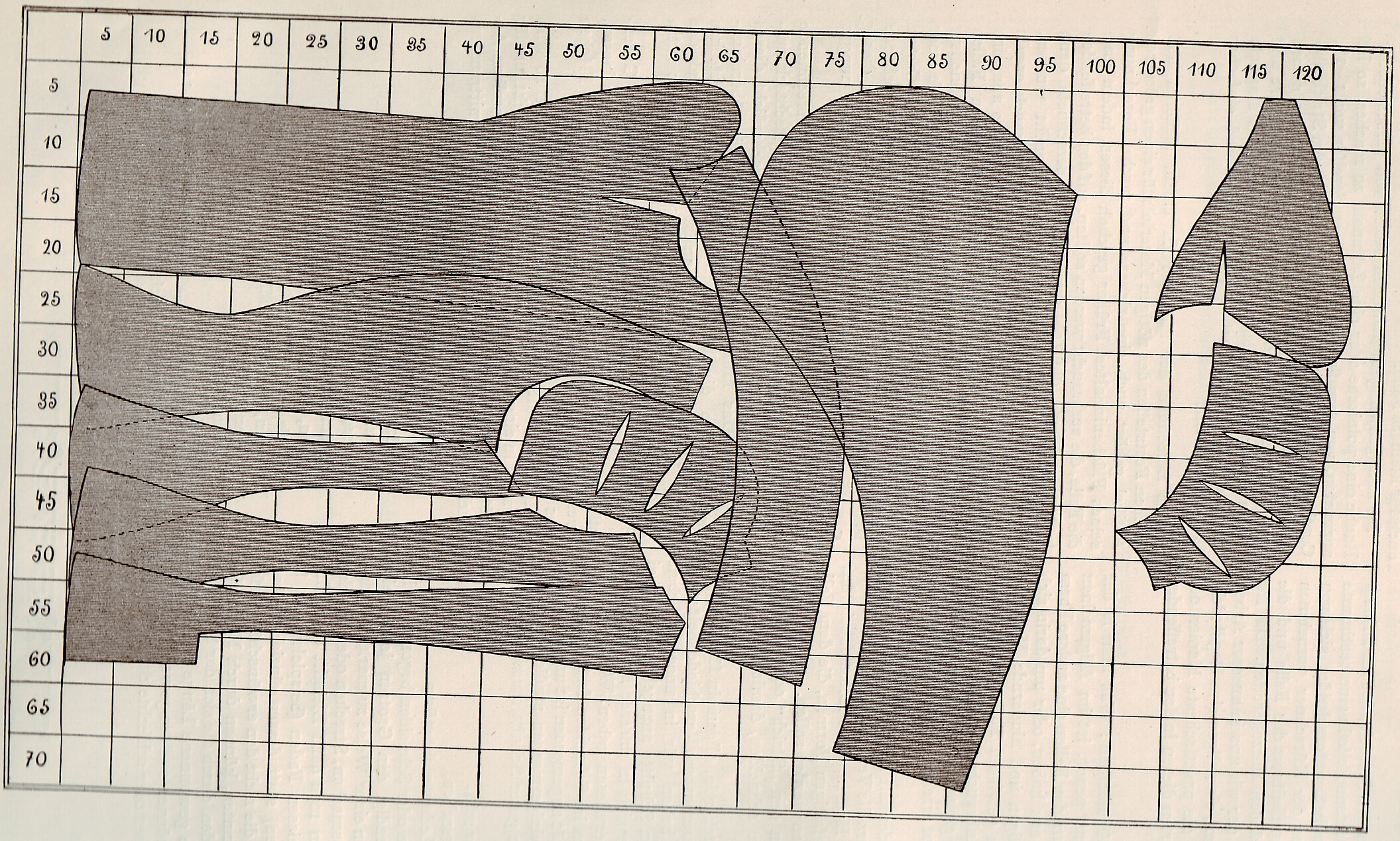
Rationelles Berechnen des Flächeninhalts eines Schnittmusters

## „Die Pelzmosaik – La Mosaïque – The Furs Mosaic“

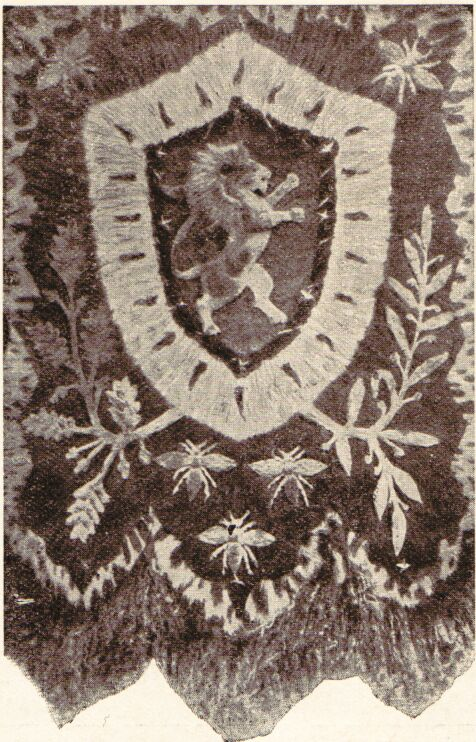
Fellfahne aus schwarzem Hundefell, flachen Leopardenstücken, nat. Otter, Hermelin und Tibetlamm (Hans Larisch, Frankenstein, 1902)

Das ein Spezialgebiet der Kürschnerei, die Pelzmosaiken, beschreibende Werk erschien 1913 unter dem Pseudonym „P. Pellifex“ (lateinisch „Pelzmacher“), verlegt von M. Melzer in Larischs Heimatstadt Frankenstein.
Der eigentliche Beginn und der Aufschwung der modernen, inzwischen fast wieder vergessenen, Mosaikarbeiten aus Fell war in den 1850er Jahren und erlebte seine Blüte zwischen 1870 und 1890. Die Anfänge der künstlerischen Pelzmosaike waren in Wien. Hier wurden sie auch besonders gepflegt und erreichten als Wiener Spezialität Weltruf. Hauptsächlich wurden Bezüge für Fußkörbe, Fußbänke, Kissen, Jagdmuffe und Damenbarettgarnituren hergestellt, jedoch auch Verzierungen für Mäntel sowie dekorative Teppiche.
Die Arbeit selbst war in der Branche als undankbar verschrien, der Ertrag, insbesondere für exklusive Einzelstücke berechtigte fast nie den Aufwand, das künstlerische Bestreben einiger besonders talentierter Kürschner stand im Vordergrund. Die Werke, die oft monatelange Arbeit erfordern, sind zudem nicht von Dauer. Natürliche Alterung und Verbleichen durch das Licht machen sie bald unscheinbarer und zerstören sie in wenigen Jahrzehnten. Was leider auch dazu führt, dass heute kaum noch etwas davon erhalten sein dürfte. Larisch sorgte mit seinem Werk dafür, dass diese teils kunstvollen Arbeiten nicht völlig in Vergessenheit geraten sind. Das hier abgebildete Pelzmosaik wurde von Hans Larisch gearbeitet (vermutlich der oben erwähnte), es zeigt einen Löwen, vielleicht in Anlehnung an das Wappen des schlesischen Landkreises Frankenstein, der Heimat der Familie Larisch. Abgerundet wird die Darstellung mit den Mosaikarbeiten anderer Völker. Auch Hans Larisch der Jüngere fertigte 1922 als Kürschnerlehrling bei dem Berliner Unternehmen H. Wolff eine Mosaikarbeit, sie erhielt einen 1. Preis und war „mit wahrem Bienenfleiß hergestellt und mit beachtenswertem künstlerischem Empfinden ausgeführt […] mit dem Kürschnerwappen als Schmuck“.
Siehe dazu den Artikel → Pelzreste, unter „Mosaikarbeiten“.

## „Die Kürschner und ihre Zeichen“

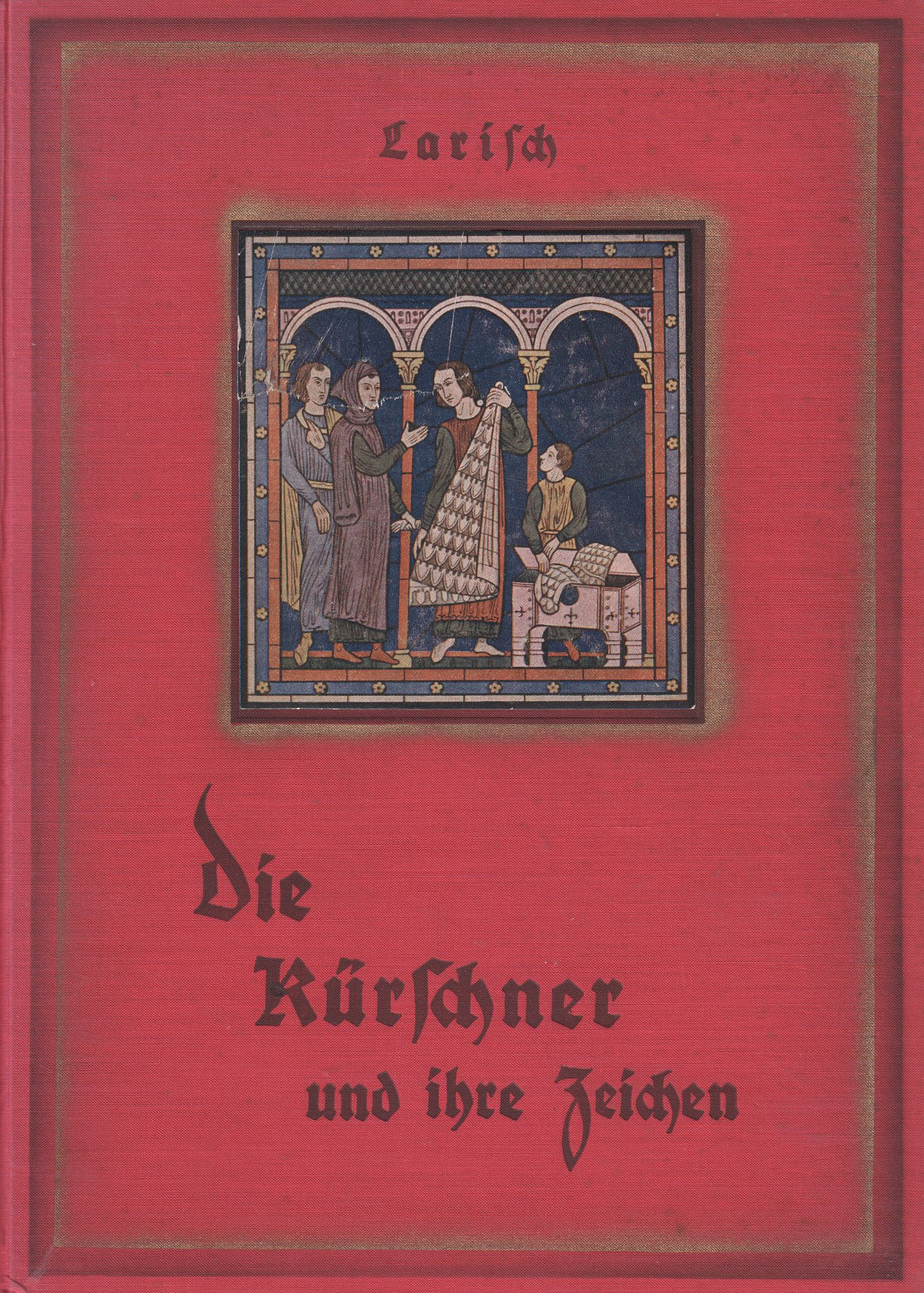
„Die Kürschner und ihre Zeichen“, der Einband der Erstauflage

Das mit 300 Abbildungen versehene Buch wurde von Larisch im August 1928, unter Verwendung der bereits in seiner Zeitschrift erschienenen Arbeiten, fertiggestellt. Gewidmet hatte Larisch es der Kürschner-Innung Berlin. Sein zwischenzeitlich verstorbener Kürschnerfreund Josef Schmid hatte sich noch sowohl finanziell als auch mit Zeichnungen daran beteiligt. Unterschiedliche Einbände stammen aus nachträglichen Bindungen noch vorhandener Drucke nach dem Zweiten Weltkrieg durch den CB-Verlag, Carl Boldt, Berlin.
Larisch schrieb zu seinem Werk: «Wenn diesem der neue Titel, „Der Kürschner und seine Zeichen“ gegeben worden ist [Anmerkung: nicht wie in seiner Zeitschrift, dort „Die Geschichte des Kürschner-Handwerks“], so geschah es in der Absicht den Wert der alten, schönen, geschichtlich gewordenen Zeichen unseres Gewerbes ganz besonders hervorzuheben und sie als Vorbilder für die Weiter- und Neubildung künstlerischen Außen- und Beiwerkes (wie Geschäftsmarken, Haus- und Eigenzeichen) zu empfehlen. Dabei ist aus der tausendjährigen Entwicklung des Kürschnergewerbes in den vorliegenden Blättern eine zwar kurze, aber doch genügend ausführliche Abhandlung und getreue Wiedergabe aller jener Zeichen gegeben, die von unseren Berufsgenossen in guten alten und schlimmen Tagen als Symbol ihres Standes gewählt wurden.»
Das Buch beschränkt sich nicht auf die Abbildung der Kürschnerzeichen, sondern schildert unter der Verwendung der in der Zeitschrift erschienenen Arbeit die Geschichte der Kürschnerei bis 1928, dem Jahr der Drucklegung. Zur Kostümgeschichte, „eine der Hauptpfeiler, auf denen einst das ganze Monument des Gewerbes aufgebaut werden kann“, wurden einige besonders typische Formen dargestellt. Für die Mitarbeit an dem die Vorhistorie und das Altertum betreffenden Abschnitt bedankt sich Larisch posthum bei seinem französischen Freund L. Fougerat († 1917) aus Lyon. Das Lehrlings- und Gesellenwesen sowie die Heimarbeit und die neu entstandene Hausindustrie werden, teils sozialkritisch, behandelt. Der titelgebende Teil zeigt Abbildungen von Kürschnern, Kürschnerwappen und Wappen der Kürschnerzünfte, dargestellt auf alten Stichen, Gemälden und Kirchenfenstern. Ein umfangreiches Kapitel widmet sich dem Pelzwerk in der Heraldik und der Symbolik des Pelzwerkes der Pelztiere.

## Werke
- Das Kürschnerhandwerk (18 Teillieferungen), Larisch und Schmid, 1902–1903.
- Die Verarbeitung der Felle. 1910.
- Die Pelzmosaik. 1913.[10]S. 163 (dreisprachig, deutsch, französisch und englisch; unter dem Pseudonym P. Pellifex)
- Die Kürschner und ihre Zeichen. 1928.

## Belege
1. 1 2 3 4 5 6 7 8 9  
Philipp Manes: Die deutsche Pelzindustrie von 1900–1940. Ihre Geschichte. In: Das Pelzgewerbe. Jg. XI/Neue Folge, 1960 Nr. 6, Hermelin-Verlag Dr. Paul Schöps, Berlin u. a., S. 264–268. Aus dem Manuskript von Philipp Manes: Die Geschichte der deutschen Pelzindustrie und ihrer Verbände. Band 4, S. 152–159, Otto Nauen (Hrsg.), Frankfurt am Main.
2. ↑  Ohne Autorenangabe: Révillon steht zum Verkauf. In: Winckelmann Pelzmarkt. 17. November 2006.
3. ↑  Rudolf Garbe: 80 Jahre Rudolf Garbe. Das war mein Leben. Mode in Pelz, Leder und Strick. Eigenverlag, Bad Kissingen ca. 1994, ISBN 3-925722-08-4. Siehe Franz Garbe.
4. ↑  
Paul Larisch, Joseph Schmid: Das Kürschner-Handwerk. Eine gewerbliche Monographie. 1. Jahrgang Nos 1 + 2, Paris 1902 Oktober – November. Verlag von Paul Larisch und Joseph Schmid, 236, Faubourg St. Martin. Preis des completen Werkes, broschiert = 18,75 Franken.
5. 1 2  
Gez. „M.“ [Manes?]: Das „schöne“ Buch des Kürschners. In: Der Rauchwarenmarkt. Nr. 68, 10. Juni 1924.
6. 1 2  
Hans Larisch: Sehr geehrter Herr Franke, […]. Brief Hans Larisch, Schwarzenbek („Früher Berlin W 30, Augsburger Str. 60“) an Richard Franke, Murrhardt vom 29. Januar 1971, Sammlung G. & C. Franke.
7. ↑  Heinrich Lange, Albert Regge: Geschichte der Zurichter, Kürschner und Mützenmacher Deutschlands. Deutscher Bekleidungsarbeiter-Verband (Hrsg.), Berlin 1930, S. 112.
8. ↑  Handelsgerichtliche Eintragungen, Berlin. In: Deutsche Kürschner-Zeitschrift Nr. 37, 12. September 1925, S. 33.
9. ↑  Redaktion: Ein Modeamt für Pelze. In: Der Rauchwarenmarkt. Nr. 32, Leipzig, 7. August 1936, S. 3.
10. 1 2  
Paul Larisch: Die Kürschner und ihre Zeichen. Selbstverlag, Berlin 1928.
11. ↑  Empfehlenswerte Fachbücher für jeden Kürschner. In: Kürschner-Zeitung Nr. 15, Alexander Duncker, Leipzig, 21. Mai 1926, S. 558.
12. ↑  Der Kürschner-Nachwuchs - Die Lehrlingsarbeiten-Ausstellung der Berliner Kürschner-Fachschule auf der Ausstellung „Nadel und Schere“. In: Der Rauchwarenmarkt, Nr. 196, Ausgabe B, 12. September 1922, S. 3.